# H/LJQ-366型搜索雷达
H/LJQ-366型搜索雷达简称366雷达，是中国研仿自俄罗斯玛瑙设计局MINERAL-ME雷达的一型微波主/被动超视距雷达，中国在原型基础上进行了改进性设计。366雷达主要用于对海超视距探测，可为舰舰导弹提供目标指示。
H/LJQ-366型搜索雷达主要由舱内设备和舱外设备组成，该雷达包括即主/被动天线和协同接收天线、协同发射天线等三类天线。366雷达拥有5个工作频段，其中一个频段为主动探测系统频段，可覆盖360°方位角工作。366雷达工作方式分为主动工作方式、被动工作方式及协同定位工作方式，主动方式工作时366雷达的最大处理目标数量为被动方式工作时的3倍。366雷达的主动工作方式可再细分为正常大气条件下及大气波导条件下的工作方式：正常大气条件下的探测距离为视距；大气波导条件下，雷达利用海上产生的大气波导效应，对海面及低空目标进行超视距探测，探测距离远大于正常大气条件下的探测距离。366雷达在被动工作方式时，不同频段的探测距离各异，部分频段探测距离超过300公里。
H/LJQ-366型搜索雷达装备于001型航空母舰、051C型导弹驱逐舰、052B型导弹驱逐舰、052C型导弹驱逐舰、052D型导弹驱逐舰及054A型导弹护卫舰等中国人民解放军海军舰艇。